# SCLY
SCLY (англ. Selenocysteine lyase) – білок, який кодується однойменним геном, розташованим у людей на 2-й хромосомі. Довжина поліпептидного ланцюга білка становить 445 амінокислот, а молекулярна маса — 48 149.
| 10         |  | 20         |  | 30         |  | 40         |  | 50         |
| ---------- |  | ---------- |  | ---------- |  | ---------- |  | ---------- |
| MEAAVAPGRD |  | APAPAASQPS |  | GCGKHNSPER |  | KVYMDYNATT |  | PLEPEVIQAM |
| TKAMWEAWGN |  | PSSPYSAGRK |  | AKDIINAARE |  | SLAKMIGGKP |  | QDIIFTSGGT |
| ESNNLVIHSV |  | VKHFHANQTS |  | KGHTGGHHSP |  | VKGAKPHFIT |  | SSVEHDSIRL |
| PLEHLVEEQV |  | AAVTFVPVSK |  | VSGQAEVDDI |  | LAAVRPTTRL |  | VTIMLANNET |
| GIVMPVPEIS |  | QRIKALNQER |  | VAAGLPPILV |  | HTDAAQALGK |  | QRVDVEDLGV |
| DFLTIVGHKF |  | YGPRIGALYI |  | RGLGEFTPLY |  | PMLFGGGQER |  | NFRPGTENTP |
| MIAGLGKAAE |  | LVTQNCEAYE |  | AHMRDVRDYL |  | EERLEAEFGQ |  | KRIHLNSQFP |
| GTQRLPNTCN |  | FSIRGPRLQG |  | HVVLAQCRVL |  | MASVGAACHS |  | DHGDQPSPVL |
| LSYGVPFDVA |  | RNALRLSVGR |  | STTRAEVDLV |  | VQDLKQAVAQ |  | LEDQA      |

A: Аланін

C: Цистеїн

D: Аспарагінова кислота

E: Глутамінова кислота

F: Фенілаланін

G: Гліцин

H: Гістидин

I: Ізолейцин

K: Лізин

L: Лейцин

M: Метіонін

N: Аспарагін

P: Пролін

Q: Глутамін

R: Аргінін

S: Серин

T: Треонін

V: Валін

W: Триптофан

Кодований геном білок за функціями належить до трансфераз, ліаз, фосфопротеїнів. 
Задіяний у таких біологічних процесах, як ацетилювання, альтернативний сплайсинг. 
Білок має сайт для зв'язування з піридоксаль-фосфатом. 
Локалізований у цитоплазмі.